# Karen Clark Sheard

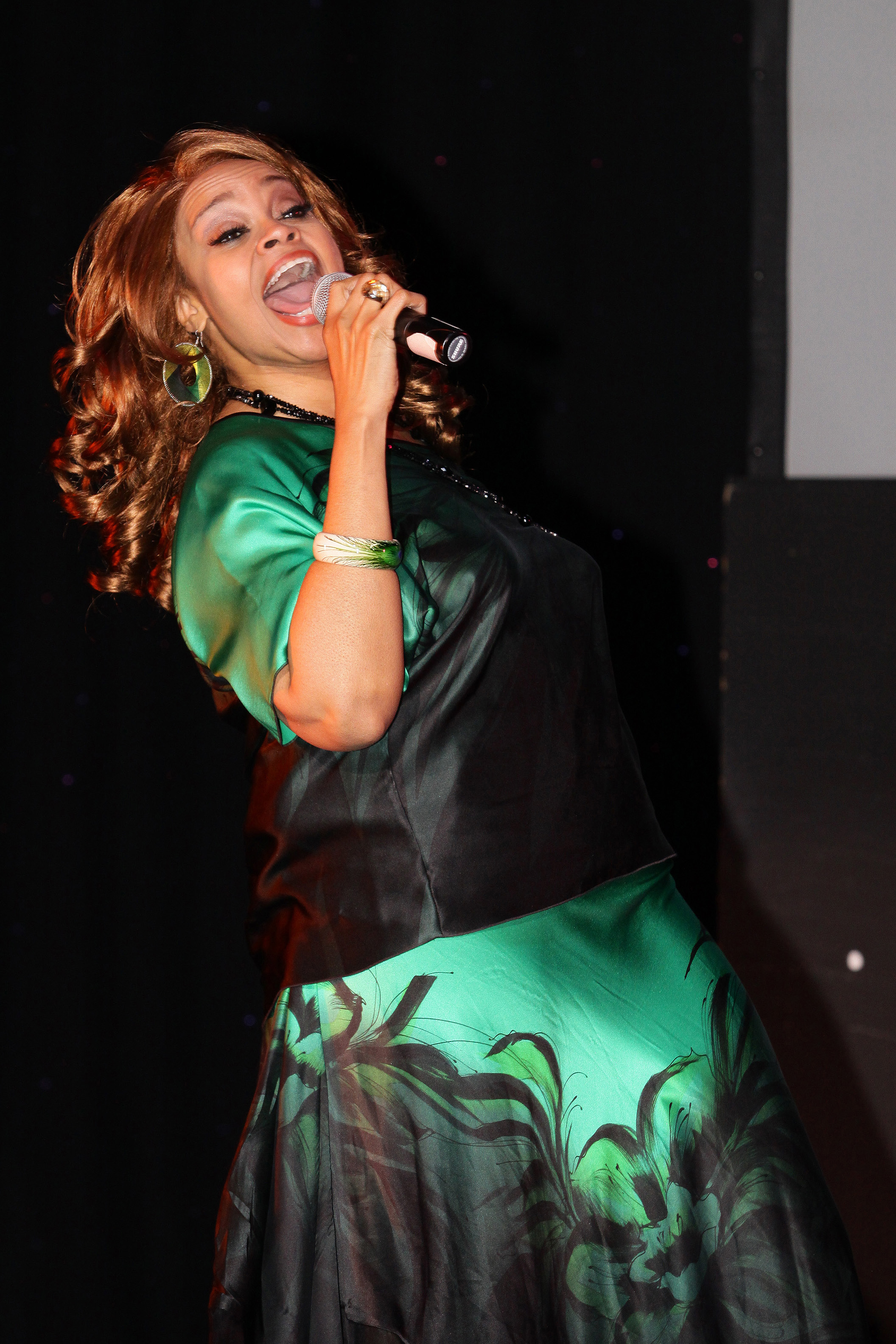
Karen Clark Sheard

Karen Clark Sheard (* 15. November 1960 als Karen Valencia Clark) ist eine US-amerikanische Gospelsängerin.

## Karriere
Karen Clark Sheard ist die Tochter von Mattie Moss Clark, die musikalische Leiterin der Church of God in Christ war und in Detroit das Clark Conservatory of Music gründete. Zusammen mit vier Schwestern bildete Karen die Gospelgruppe The Clark Sisters, die in den 70er und 80er Jahren erfolgreich war.
1997 veröffentlichte sie bei Island Records ihr erstes Soloalbum Finally Karen, mit dem sie auf Anhieb auf Platz 2 der Top Gospel Albums kam. Es wurde auch für einen Grammy Award in der Kategorie Contemporary Soul Gospel Album nominiert, bei den Stellar Awards für Gospelmusik gewann sie vier Preise. Am Album beteiligt waren unter anderem Donald Lawrence, die Tri-City Singers und Faith Evans.
Bis zu ihrem nächsten Album vergingen fünf Jahre inklusive Labelwechsel zu Elektra. 2nd Chance erschien im Juli 2002 und neben Lawrence waren diesmal unter anderem Missy Elliott, Yolanda Adams und Mary Mary als Gäste vertreten. Das Album erreichte nicht nur erneut Platz 2 der Gospel-Charts, sondern kam auch unter die Top 100 der offiziellen Albumcharts. Bereits ein Jahr später erschien The Heavens Are Telling, das zur Hälfte aus Liveaufnahmen besteht. Erneut waren Missy Elliott und Mary Mary vertreten. Wie schon bei den ersten beiden Album sang Clark Sheard auch diesmal wieder mit ihrer Tochter Kierra Sheard, die bei der Veröffentlichung 17 Jahre alt war und ein Jahr später selbst eine erfolgreiche Solokarriere begann.
Für ihre nächste Veröffentlichung musste sich Clark Sheard nach dem Zusammenbruch von Elektra ein neues Label suchen. Sie wählte das an religiöser Musik orientierte Label Word Records und brachte im Januar 2006 das Album It’s Not Over heraus. Es entstand mit Unterstützung von Israel Houghton und wurde live aufgenommen. Es war das erste Album ohne Gastsänger und das erste reine Gospelalbum, nachdem die Alben zuvor auch immer wieder in Richtung Contemporary R&B gegangen waren. Mit dem Lied Favor von dem Album hatte sie ihren ersten Gospelhit.
Im Jahr darauf gaben nach längerer Pause die Clark Sisters ihr Comeback mit dem Livealbum One Last Time, das Platz 1 der Gospelcharts erreichte. Mit ihren Schwestern gewann Karen Clark Sheard bei den Grammy Awards 2008 zwei Auszeichnungen für das Album und für die Aufnahme des Songs Blessed & Highly Favored. Das Lied hatte sie geschrieben und dafür bekam sie einen weiteren Grammy für den besten Gospelsong des Jahres.
Einen weiteren Grammy gewann sie 2010 für das Duett Wait on the Lord mit Donnie McClurkin. Im selben Jahr veröffentlichte sie auch ihr fünftes Album All in One, das erstmals beim familieneigenen Label Karew Records erschien. Es war ihr zweites Album in den Top 100 der offiziellen Charts und entwickelte sich weg von der Gottesdienstmusik hin zu modernem Soul-Gospel. Auch war sie stärker als Songwriterin involviert als bei früheren Alben. Es brachte ihr 2011 eine weitere Grammy-Nominierung.
Bis zum nächsten Album vergingen 5 Jahre. Vorab erschien die Aufnahme Sunday A. M., ein Top-5-Hit in den Gospelcharts. Dieses Lied und das Lied Destined to Win brachten ihr zwei weitere Nominierungen für einen Grammy. Letzteres war das Titellied des Albums, bei dem diesmal wieder Donald Lawrence mit Daniel Weatherspoon als Produzent verantwortlich zeichnete. Beteiligt waren erneut Faith Evans und Tochter Kierra sowie der Sohn J. Drew Sheard II. Zum sechsten Mal kam Clark Sheard damit in die Top 5 der Top Gospel Albums, verpasste aber erneut Platz 1. Mit Platz 19 erreichte sie ihre beste Platzierung in den offiziellen Charts.

## Diskografie

### Alben
| Jahr | Titel                   | Höchstplatzierung, Gesamtwochen, AuszeichnungChartplatzierungen (Jahr, Titel, Platzierungen, Wochen, Auszeichnungen, Anmerkungen) | Höchstplatzierung, Gesamtwochen, AuszeichnungChartplatzierungen (Jahr, Titel, Platzierungen, Wochen, Auszeichnungen, Anmerkungen) | Anmerkungen                            |
| Jahr | Titel                   | US | Gospel | Anmerkungen                            |
| ---- | ----------------------- | --- | --- | -------------------------------------- |
| 1997 | Finally Karen           | — | Gospel2 (99 Wo.)Gospel | Erstveröffentlichung: 4. November 1997 |
| 2002 | 2nd Chance              | US82 (6 Wo.)US | Gospel2 (41 Wo.)Gospel | Erstveröffentlichung: 30. Juli 2002    |
| 2003 | The Heavens Are Telling | US188 (1 Wo.)US | Gospel3 (34 Wo.)Gospel | Erstveröffentlichung: 4. November 2003 |
| 2006 | It’s Not Over           | US124 (2 Wo.)US | Gospel4 (26 Wo.)Gospel | Erstveröffentlichung: 24. Januar 2006  |
| 2010 | All in One              | US98 (2 Wo.)US | Gospel3 (51 Wo.)Gospel | Erstveröffentlichung: 6. April 2010    |
| 2011 | The Ultimate Collection | — | Gospel33 (5 Wo.)Gospel | Erstveröffentlichung: 11. Januar 2011  |
| 2015 | Destined to Win         | US20 (1 Wo.)US | Gospel2 (23 Wo.)Gospel | Erstveröffentlichung: 21. Juli 2015    |

### Singles
| Jahr | Titel Album                         | Höchstplatzierung, Gesamtwochen, AuszeichnungChartsChartplatzierungen (Jahr, Titel, Album, Platzierungen, Wochen, Auszeichnungen, Anmerkungen) | Anmerkungen                                                                                |
| Jahr | Titel Album                         | Gospel | Anmerkungen                                                                                |
| ---- | ----------------------------------- | --- | ------------------------------------------------------------------------------------------ |
| 2006 | Favor It’s Not Over                 | Gospel25 (19 Wo.)Gospel | Autoren: I. Houghton, A. W. Lindsey                                                        |
| 2006 | You Showed Me It’s Not Over         | Gospel18 (20 Wo.)Gospel | Autor: J. L. Moss                                                                          |
| 2009 | Wait on the Lord –                  | Gospel2 (48 Wo.)Gospel | Donnie McClurkin feat. Karen Clark-Sheard Autor: D. McClurkin; Grammy (Gospel Performance) |
| 2010 | Prayed Up All in One                | Gospel9 (33 Wo.)Gospel | Autoren: J. D. Sheard II, K. Clark-Sheard                                                  |
| 2010 | He Knows All in One                 | Gospel14 (27 Wo.)Gospel | feat. Dorinda Clark-Cole Autoren: K. Hunter, J. L. Moss, P. D. Allen                       |
| 2014 | Sunday A. M. Destined to Win        | Gospel17 (1 Wo.)Gospel | Autoren: R. G. Currence III, D. Lawrence                                                   |
| 2015 | My Words Have Power Destined to Win | Gospel10 (26 Wo.)Gospel | feat. Donald Lawrence & the Co. Autor: G. P. Robinson                                      |

Weitere Singles
- Balm in Gilead (1997)
- Brand New Day (feat. Yolanda Adams, 2002)
- Be Sure (2002)
- You Loved Me (feat. Kierra Sheard, 2003)
- We Acknowledge You (2003)

## Auszeichnungen
Grammy Awards
- 2008: Best Gospel Song für Blessed & Highly Favored (Songwriting)
- 2010: Best Gospel Performance für Wait on the Lord (Donnie McClurkin & Karen Clark Sheard)

mit den Clark Sisters
- 2008: Best Gospel Performance für Blessed & Highly Favored
- 2008: Best Traditional Gospel Album für Live – One Last Time